# Лаврики (платформа)
Ла́врики — остановочная платформа Приозерского направления Октябрьской железной дороги вблизи деревни Лаврики.

Станция Лаврики на карте 1939 года

На платформе останавливаются практически все пригородные поезда Приозерского направления. Недалеко от платформы находится Северная ТЭЦ.
Электрифицирована в 1958 году в составе участка Пискарёвка — Пери.

## Путевое развитие

### Инженерные сооружения
В сторону станции Девяткино:
- Железнодорожный переезд;
- Мост через ручей, приток реки Охта;
- Мост через Охту.

В сторону станции Капитолово:
- Теплопровод от Северной ТЭЦ над путями;
- Путевое развитие в сторону Северной ТЭЦ;
- Мост через ручей, приток реки Охта.